# Калинино (Гардабанский муниципалитет)
Калинино (груз. კალინინო, азерб. Kalinin) — село, административный центр сельской административно-территориальной единицы Калинино, Гардабанского муниципалитета, края Квемо-Картли Грузии с 94%-ным азербайджанским населением. Находится в юго-восточной части Грузии, на территории исторической области Борчалы.

## География
Село расположено на Гараязинской равнине, около шоссейной дороги Тбилиси — Гардабани, в 5 км от районного центра Гардабани, на высоте 310 метра над уровнем моря.

## История
До 1956 года село называлось Татьяновка, в честь дочери наместника на Кавказе, российского князя Михаила Воронцова — Татьяны Воронцовой.

## Население
По данным Государственного статистического комитета Грузии, согласно официальной переписи 2002 года, численность населения села Калинино составляет 1156 человек и на 94 % состоит из азербайджанцев.

## Экономика
Население в основном занимается овцеводством, скотоводством и овощеводством.

## Достопримечательности
- Средняя школа[7]
- Муниципалитет[9]

## Известные уроженцы
- Гумбатали Гараджа — художник;[7]